# صفقة غير منتهية
صفقة غير منتهية هو فيلم كوميدي تم إنتاجه في الولايات المتحدة وصدر في سنة 2015. الفيلم من إخراج كين سكوت وكتابة ستيف كونراد. من بطولة فينس فون وتوم ويلكينسون وديف فرانكو وسينا ميلير وجيمس مارسدن.

## القصة
تدور أحداث الفيلم حول رجل أعمال مثابر، وصاحب شركة صغيرة، يسافر مع شريكيه في العمل إلى (أوروبا) من أجل إتمام واحدة من أهم الصفقات التجارية في مسيرتهم العملية، والتي ستساهم في الارتقاء بوضع الشركة، ولكن ما كان يبدو في النهاية على أنه إجراء روتيني يتحول إلى جنون مطبق بكل ما تحمله الكلمة من معنى.

## الممثلون والشخصيات
- فينس فون (بدور: دانيال)
- توم ويلكينسون (بدور: تيموثي )
- ديف فرانكو (بدور: مايك )
- سينا ميلير (بدور: شارلين)

## الميزانية والإيرادات
بلغت تكلفة إنتاج الفيلم حوالي 35 مليون دولار بينما حقق إيرادات تقدر بـ 14.4 مليون دولار.

## وصلات خارجية
- صفقة غير منتهية على موقع IMDb (الإنجليزية)
- صفقة غير منتهية على موقع ميتاكريتيك (الإنجليزية)
- صفقة غير منتهية على موقع روتن توميتوز (الإنجليزية)
- صفقة غير منتهية على موقع نتفليكس (الإنجليزية)
- صفقة غير منتهية على موقع قاعدة بيانات الأفلام العربية
- صفقة غير منتهية على موقع ألو سيني (الفرنسية)
- صفقة غير منتهية على موقع Turner Classic Movies (الإنجليزية)
- صفقة غير منتهية على موقع أول موفي (الإنجليزية)
- صفقة غير منتهية على موقع بوكس أوفيس موجو (الإنجليزية)
- صفقة غير منتهية على موقع فيلمافينيتي (الإسبانية)